# 利韦
利韦（法語：Livet，法語發音：[livɛ]）是法国马耶讷省的一个市镇，位于该省东部，属于拉瓦勒区。

## 地理
利韦（48°6'29"N, 0°27'41"W）面积11.16 平方千米，位于法国卢瓦尔河地区大区马耶讷省，该省份为法国西北部内陆省份，北起芒什省和奧恩省，西接伊勒-维莱讷省，南至曼恩-卢瓦尔省，东临萨尔特省。
与利韦接壤的市镇（或旧市镇、城区）包括：拉沙佩勒兰苏安、圣莱热、埃夫龙。

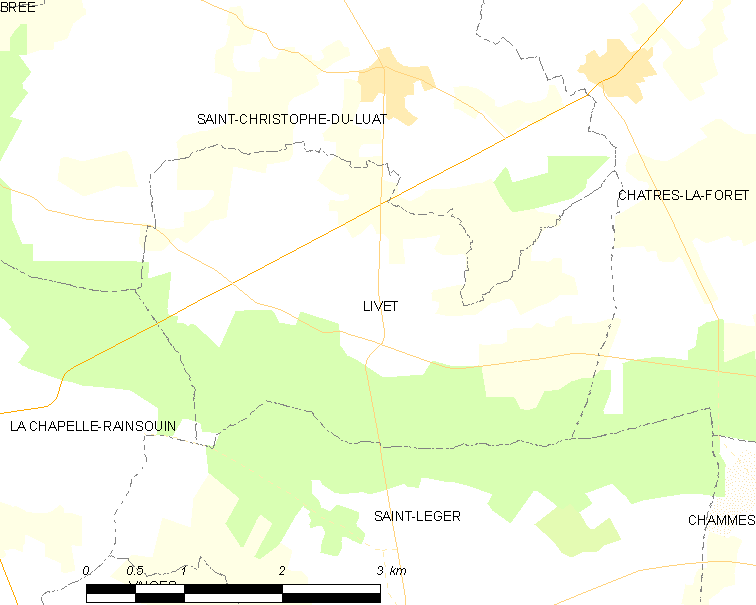
利韦的OSM定位图

利韦的时区为UTC+01:00、UTC+02:00（夏令时）。

## 行政
利韦的邮政编码为53150，INSEE市镇编码为53134。

## 政治
利韦所属的省级选区为埃夫龙县。

## 人口

1962-2008年间利韦人口变化图示

利韦于2022年1月1日时的人口数量为187人。